# آلفرد بولتون
آلفرد بولتون (انگلیسی: Alfred Boulton؛ ۱۸۷۹ – ۲۹ ژانویه ۱۹۱۶ (aged 36)) بازیکن فوتبال اهل بریتانیا بود.
از باشگاه‌هایی که در آن بازی کرده‌است می‌توان به باشگاه فوتبال بلکپول اشاره کرد.